# Ephedra foliata
Ephedra foliata är en kärlväxtart som beskrevs av Pierre Edmond Boissier och Carl Anton von Meyer. Ephedra foliata ingår i släktet efedraväxter, och familjen Ephedraceae. Inga underarter finns listade i Catalogue of Life.